# Acalypha tiliifolia
Acalypha tiliifolia é uma espécie de flor do gênero Acalypha, pertencente à família Euphorbiaceae.